# 吠

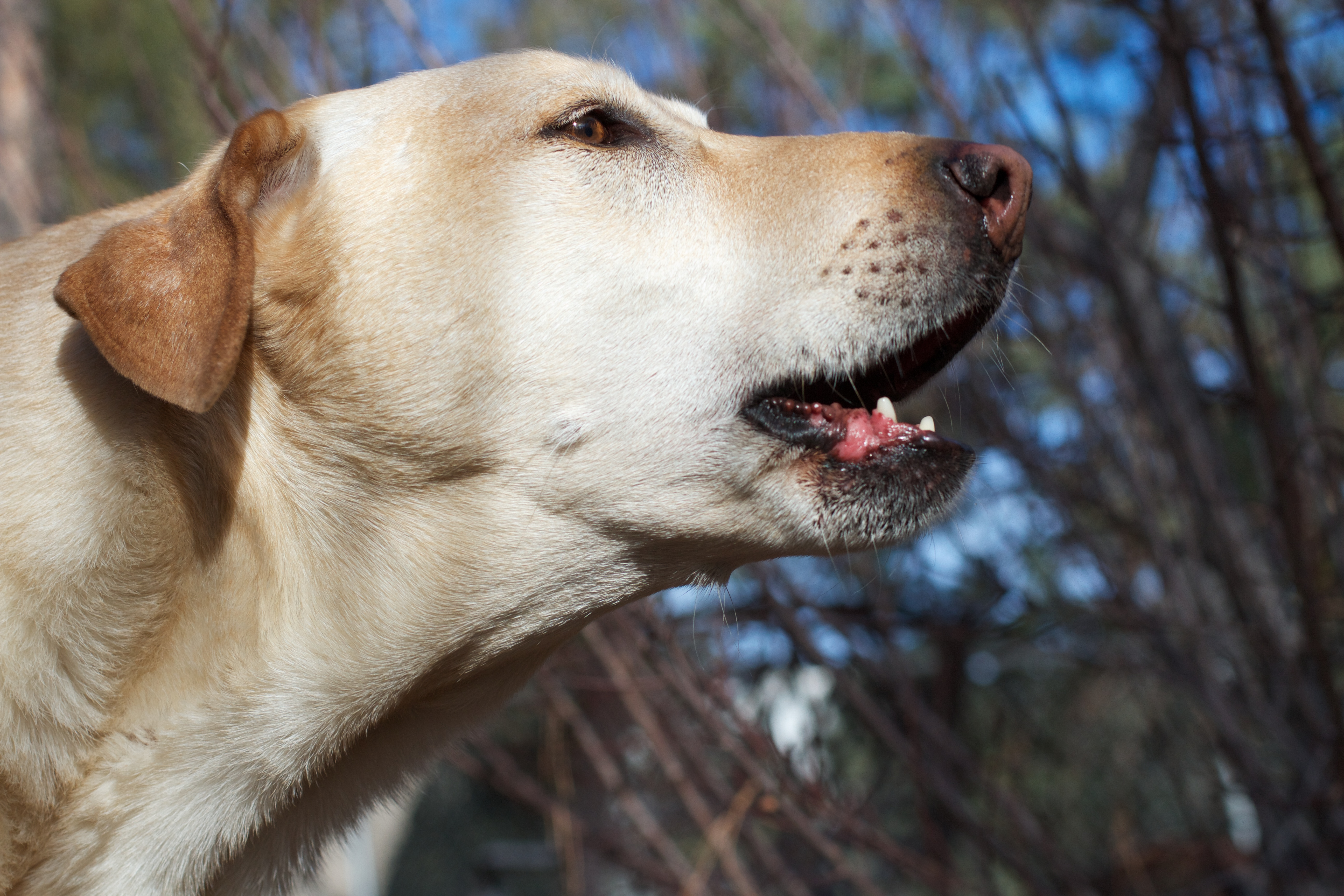
正在吠叫的狗

吠主要指犬叫時发出的类似“汪”的短促的声音。其他諸如狼、 郊狼、狐、鰭足類動物、胡狼、吠叫猫头鹰、麂、一些海獅科動物、草原犬鼠、一些鳥類和某些大猩猩也能发出这种声音。
不過對於狼來說，這種聲音只佔狼所有發聲中的2.4%。狼只在警告、防禦和抗议时才会發出類似於狗吠的聲音。相比之下，狗在各种各样的场合都会吠， 而且還能连续吠叫数小时。 虽然造成这种差异的原因尚不清楚，但很有可能與狗的驯化歷史有關。
也不是所有的狗都能發出狗吠聲。例如生活在非洲中部的巴仙吉犬由于喉部形状不同尋常，所以会发出一种與约德尔唱法類似的声音。 巴辛吉犬也因此被人稱作“无吠犬”。 
很多人反感狗吠，因此一些養狗人士經常為此遭到投訴。同時專門切除狗聲帶的外科手术應運而生，不過此類手術被指不人道，在一些地區會遭到抵制。